# Ch'uxña Quta (Curva)
Ch'uxña Quta (aymara ch'uxña grön, quta sjö, också Choiña Kkota) är en sjö i Bolivia.   Den ligger i departementet La Paz, i den nordvästra delen av landet, 600 km nordväst om huvudstaden Sucre. Ch'uxña Quta ligger 5 081 meter över havet.